# Totenkopfhusaren
Totenkopfhusaren hießen in der deutschen Umgangssprache seit dem 18. Jahrhundert wegen eines Totenkopfsymbols an der Pelzmütze folgende Regimenter der preußischen Armee:
- 1. Leib-Husaren-Regiment Nr. 1
- 2. Leib-Husaren-Regiment „Königin Viktoria von Preußen“ Nr. 2
- Braunschweigisches Husaren-Regiment Nr. 17

Die Militärtradition der preußischen Totenkopfhusaren wird weitergepflegt von den
- chilenischen Totenkopfhusaren von Angol (Húsares de la Muerte de Angol), siehe Angol#Totenkopfhusaren